# Трубецкой, Андрей Иванович
Андре́й Ива́нович Трубецко́й (ум. 16 мая 1546) — один из последних удельных князей Трубчевского княжества, воевода и наместник во времена правления Василия III Ивановича  и Ивана IV Васильевича Грозного.

## Биография
Из княжеского рода Трубецких. Сын князя Ивана Семёновича Трубецкого (ум. до 1499). Имел братьев, воевод Ивана и Фёдора Ивановичей.
Андрей Иванович, вместе с двумя братьями, владел половиной Трубчевского княжества. После захвата Северской земли русскими войсками в 1500 году и по перемирию 1503 года, они принимают русское подданство и передают Трубчевское княжество в состав Московского государства.
В 1508 году третий воевода войска посланного на встречу выезжающим из Литвы в Россию князей Глинских. Весной того же года отправлен в поход на Литву третьим воеводою, где нанёс неприятелю существенный урон. В 1535 году первый воевода Передового полка в Брянске и Почепе. В том же году, во время взятия литовцами города Говье, первый воевода Сторожевого полка на Северской земле. В марте 1544 года первый воевода второй левой руки войск в Казанском луговом походе.
Умер 16 мая 1546 года, приняв перед смертью пострижение с именем Андриан.
Дети:
- Михаил Андреевич (ум. 1556)
- Василий Андреевич (ум. 1561)
- Никита Андреевич (ум. после 1558)